# Wesley (ur. 2005)
Wesley Gassova Ribeiro Teixeira (ur. 5 marca 2005 w São Paulo) – brazylijski piłkarz występujący na pozycji skrzydłowego lub ofensywnego pomocnika, od 2024 roku zawodnik saudyjskiego Al-Nassr.